# Катастрофа A310 под Сураттхани
Катастрофа A310 под Сураттхани — крупная авиационная катастрофа, произошедшая в пятницу 11 декабря 1998 года. В окрестностях Сураттхани (Таиланд) потерпел катастрофу авиалайнер Airbus A310-204 авиакомпании Thai Airways International, в которой погиб 101 человек. Эта авиакатастрофа занимает второе место среди произошедших в Таиланде и в истории гражданской авиации Таиланда.

## Самолёт
Airbus A310-204 (серийный номер 415) свой первый полёт совершил 3 марта 1986 года и на период испытаний носил бортовой номер F-WWBI. 29 апреля того же года был передан авиакомпании Thai Airways International, где получил бортовой номер HS-TIA и имя Phitsanulok. Оснащён двумя турбовентиляторными двигателями General Electric CF6-80C2A2. На день катастрофы совершил 22 031 цикл «взлёт-посадка» и налетал 23 028 часов.

## Катастрофа
Самолёт выполнял внутренний рейс TG261 из Бангкока в Сураттхани и в 17:40 вылетел из бангкокского аэропорта Донмыанг. На его борту находились 14 членов экипажа во главе с командиром Пинитом Вечасилпом (англ. Pinit Vechasilp) и 132 пассажира, включая 26 туристов из других стран. Расчётная продолжительность полёта составляла 1 час 55 минут.
В Сураттхани к тому времени уже было темно, к тому же шёл сильный ливневый дождь. Пилоты дважды пытались выполнить посадку в аэропорту Сураттхани, но оба раза прерывали заход. Несмотря на это, пилоты предприняли третью попытку. Но при данном заходе лайнер снизился ниже глиссады и в 19:10 (по другим данным — 18:45) врезался в плантацию каучука в 3 милях юго-западней аэропорта и полностью разрушился, зарывшись в болотистую землю.
В разборе обломков приняли участие около 500 спасателей, которым приходилось извлекать тела и обломки из болота и реки. Всего в катастрофе погибли 11 членов экипажа, включая обоих пилотов, и 90 пассажиров, в том числе 14 иностранцев (жители Австрии, Великобритании, Германии, Норвегии, США (2 человека), Финляндии и Японии), то есть всего 101 человек. Среди погибших была и сестра министра транспорта и связи Таиланда. Выжили 45 человек (включая 5 детей): 33 тайца, 3 австралийца, 3 немца, 3 японца, 2 израильтянина и 1 британец.
На начало 2014 года катастрофа рейса 261 занимает второе место среди авиакатастроф, как среди произошедших в Таиланде (после катастрофы австрийского Boeing 767 в районе Данчанг в 1991 году, 223 погибших), так и в истории тайской авиации (после катастрофы A310, также компании Thai Airways, в Непале в 1992 году, 113 погибших).

## Причины
Согласно заявлению президента авиакомпании Thai Airways Тамнуна Уангли (англ. Thamnoon Wanglee), семьям погибших были выплачены компенсации в 100 тысяч долларов за погибшего, раненым было выплачено 5550 долларов.
Точная причина катастрофы не была установлена. Наиболее вероятной называется дезориентация пилотов в сложных погодных условиях. По вопросу, работала ли курсо-глиссадная система аэропорта, мнения расходятся. Так, одни анонимные источники сообщили, что она была разобрана за несколько месяцев до происшествия, а диспетчерам дали указания давать экипажам расплывчатые ответы на вопросы о её работе. Другие источники в ответ заявили, что система работала исправно. Также точно не определено, почему пилот не ушёл на запасной аэродром после двух неудачных попыток.
Стоит отметить, что в июне того же 1998 года авиакомпания начала постепенно отказываться от использования иностранных пилотов в пользу тайских, при этом, со слов вице-президента компании Чамлунга Пумпэнга (англ. Chamlong Poompuang), пилотов обучают проявлять высокую осторожность. В то же время Чамлунг Пумпэнг признал, что в связи с кризисом в стране компания предпринимала меры по экономии топлива, но это не должно было противоречить безопасности. Как заявил Тамнун Уангли: Безопасность для нас является высшим приоритетом. Курс нашей политики и то, что произошло — две разные вещи (англ. Safety is our highest priority. What our policy is and what happened are two different things.).

## Инцидент с тайским A330 в Бангкоке

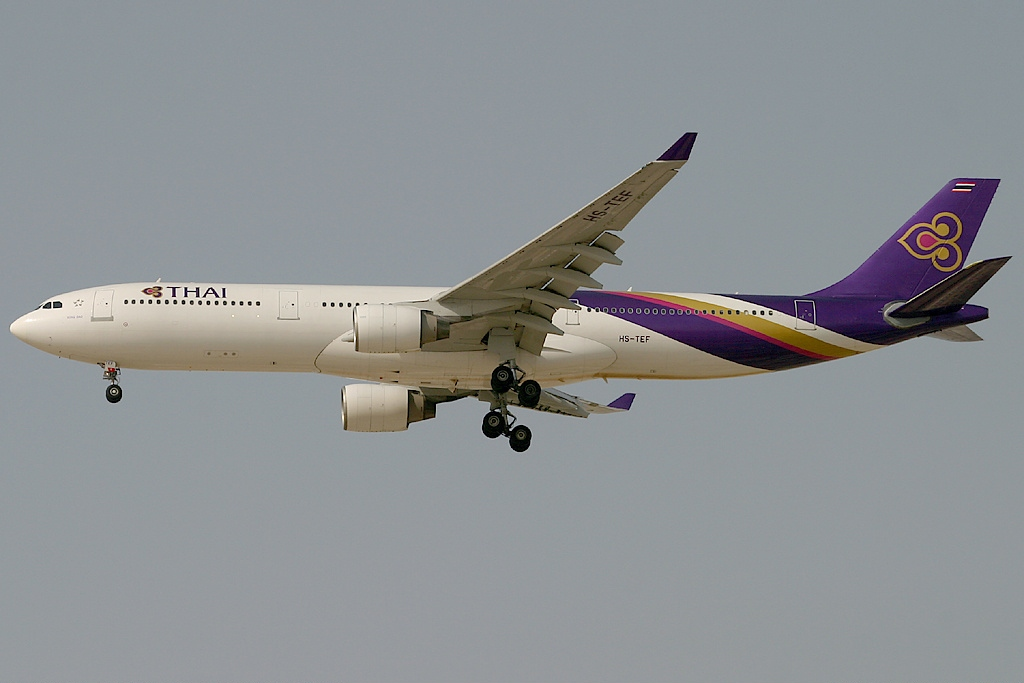
Airbus A330-321 борт HS-TEF

В воскресенье 8 сентября 2013 года Airbus A330-321 компании Thai Airways International выполнял рейс TG 679 из Гуанчжоу (КНР) в Бангкок. В 23:26 самолёт приземлился на полосу 19L аэропорта Суварнабхуми, но затем из-за повреждения правой стойки шасси упал правым двигателем на бетон. Аэробус развернуло вправо и вынесло за пределы полосы.
Среди пассажиров возникла паника, так как все боялись, что самолёт сейчас взорвётся. Неуправляемая толпа побежала к эвакуационным выходам. Стюардессы никак не могли успокоить пассажиров, а в возникшей давке были травмированы несколько человек. Но тут, по свидетельствам нескольких пассажиров, в разгар паники появилась стюардесса, на которой был традиционный тайский костюм. Эта стюардесса дала пассажирам указание успокоиться, что те сразу и выполнили. В результате эвакуация прошла в установленном порядке и все 302 человека были эвакуированы. После эвакуации пассажиры попытались найти ту стюардессу, но не смогли. На показания пассажиров в авиакомпании ответили, что на момент происшествия все стюардессы были одеты в лётную форму, что подтверждают и записи видеокамер аэропорта и спасательных служб. В СМИ даже получили широкую огласку отдельные мнения, что пассажиры видели призрак одной из стюардесс, погибших в катастрофе рейса 261 в 1998 году. Впрочем, следователей эта теория не устраивала.